# 胡鰲 (弘治進士)
胡鰲（1459年—？），字鎮之，山東濟南府濱州人，軍籍，明朝政治人物。

## 生平
成化十九年（1483年）癸卯科山東鄉試第五名舉人。弘治六年（1493年）中式癸丑科會試第九十六名，三甲第一百一十一名進士。

## 家族
曾祖胡伯臯；祖父胡銘，蕭縣主簿；父胡春，母李氏。严侍下。兄胡鲸。弟胡鲲。